# Gustave Lemaire (avocat)
Pour les articles homonymes, voir Lemaire et Gustave Lemaire.
Gustave Lemaire, né le 18 septembre 1827 à Dunkerque (Nord) et décédée le 28 juin 1894 à Malo-les-Bains (Nord)  est un homme politique français.

## Biographie
Avocat, Gustave Lemaire est le fils de André Jean Lemaire le petit-fils d'André Joseph Lemaire (1738-1808), général d'Empire. 
Conseiller municipal dès 1865, adjoint sous le majorat d'Arras, élu maire de Dunkerque le 18 mai 1884, il était devenu en juillet 1871, Conseiller général du canton de Dunkerque-Est jusqu'à sa mort.
Il est décédé le 28 juin 1894 dans sa 67e année dans sa maison de campagne de Malo-les-Bains.
Il est enterré au cimetière de Dunkerque.

## Hommage
- Une avenue de Malo-les-Bains porte son nom depuis le 19 janvier 1970[5].

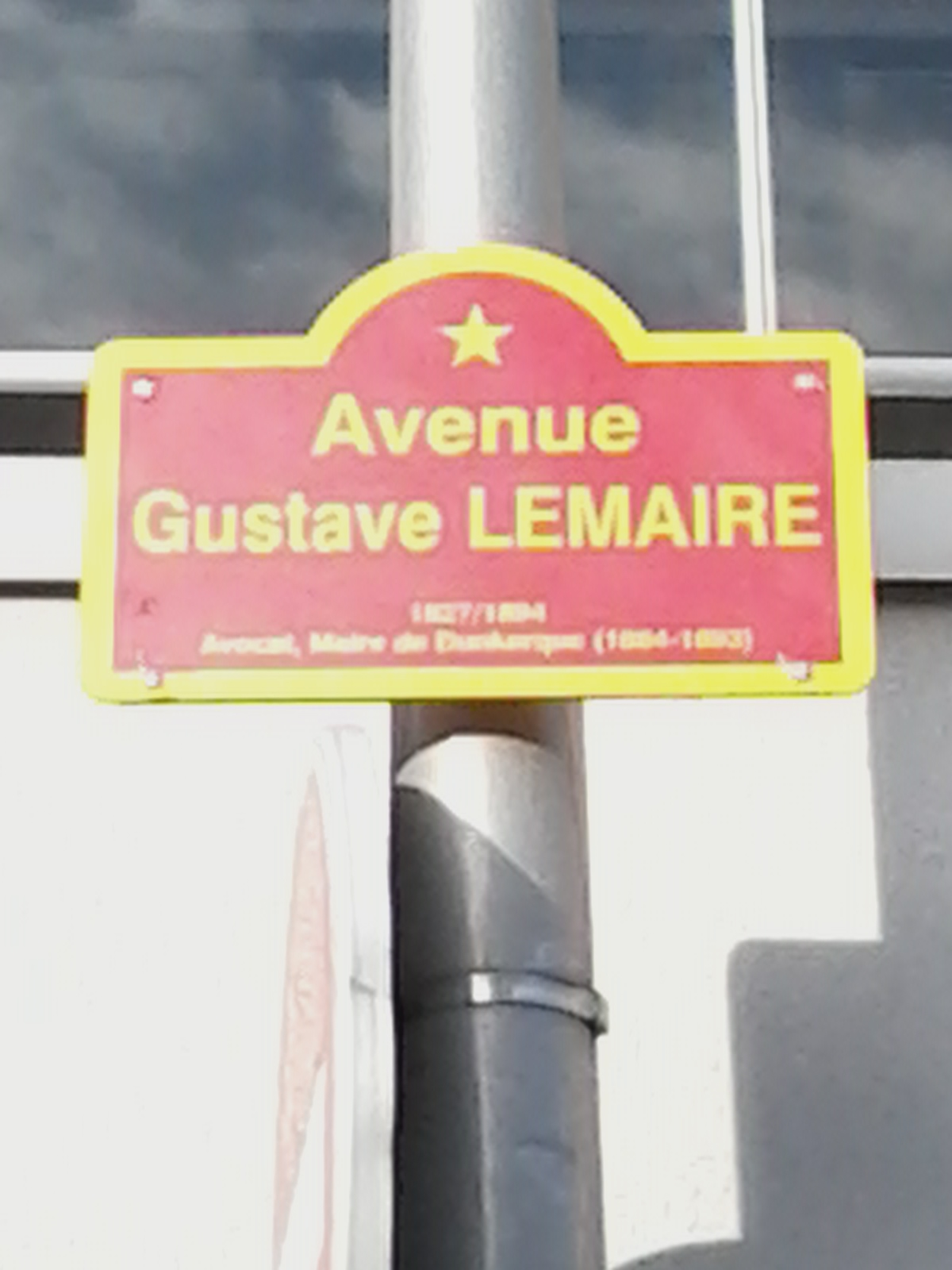
Avenue Gustave Lemaire à Malo-les-Bains
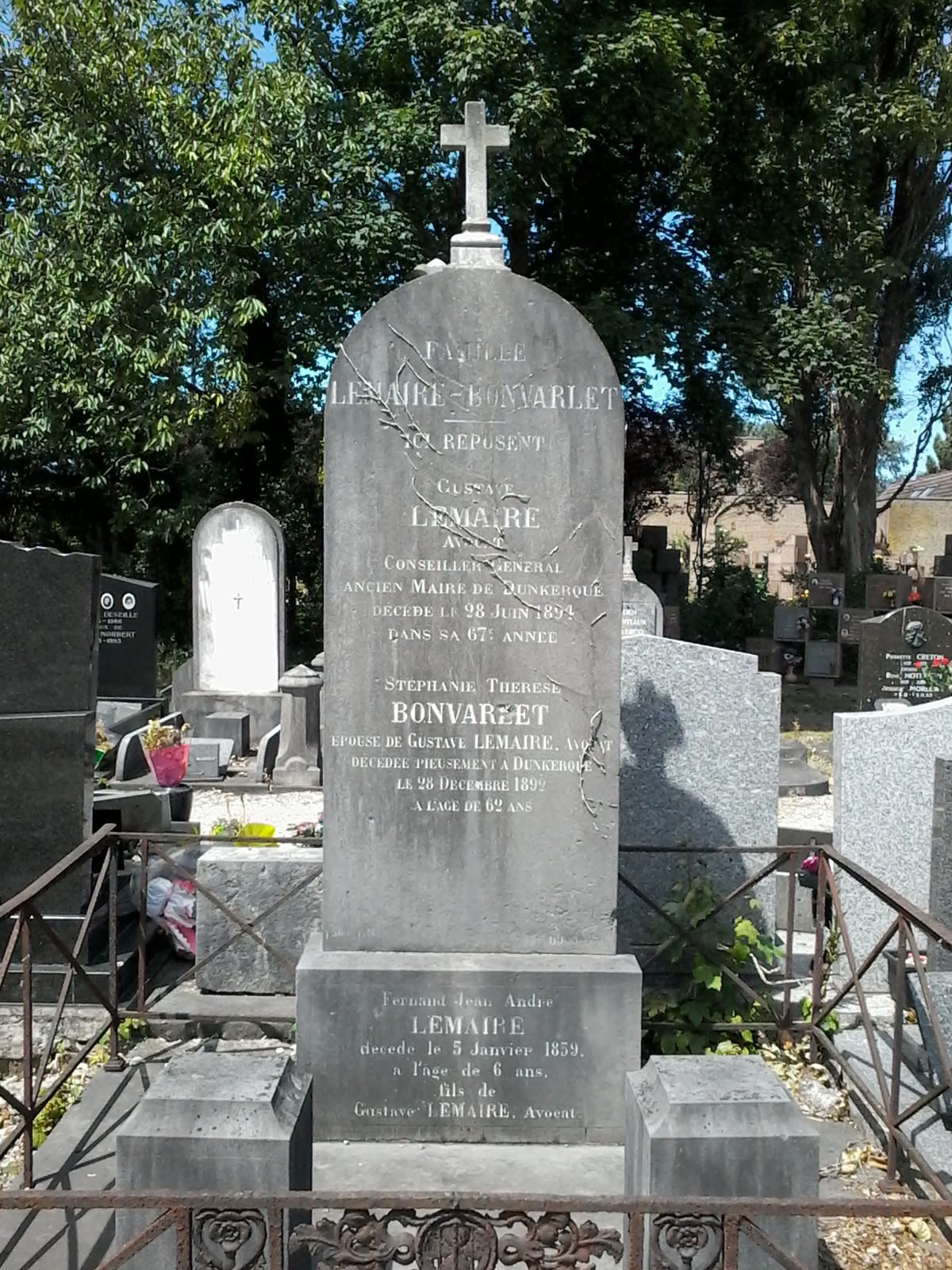
Tombe de Gustave Lemaire

## Autres personnalités politiques et militaires de la dynastie Lemaire
- André Joseph Lemaire (1738-1808), général d'Empire.
- son fils, Paul André Louis Lemaire (1768-1841), maire de Dunkerque de 1832 à 1836, représentant à l'Assemblée Nationale de 1848, ancien colonel de la Garde Nationale.
- Laurent Lemaire, autre fils du général, maire de Dunkerque en 1845, pendant quelques mois.